# Ursulinas de la Inmaculada Concepción
La Congregación de Hermanas Ursulinas de la Inmaculada Concepción (oficialmente en inglés: Congregation of Ursuline Sisters of the Immaculate Conception) es un congregación religiosa católica femenina, de vida apostólica y de derecho pontificio, fundada en 1858 por la religiosa alemana Salesia Reitmeier, en Louisville (Estados Unidos). A las religiosas de este instituto se les conoce como Ursulinas de Louisville, y posponen a sus nombres las siglas O.S.U.

## Historia
La congregación fue fundada por Salesia Reitmeier y un grupo de monjas ursulinas provenientes del monasterio de Straubing (Alemania), el 31 de octubre de 1858, en Louisville (Kentucky-Estados Unidos), para la educación de los hijos de inmigrantes alemanes.
El instituto recibió la aprobación como congregación religiosa de derecho diocesano por el obispo Martin John Spalding, de la diócesis de Louisville, en 1858. La congregación recibió la aprobación pontificia por el papa Pío XII y fue agregada a la Orden de los Hermanos Menores Conventuales el 8 de diciembre de 1946.

## Organización
La Congregación de Hermanas Ursulinas de la Inmaculada Concepción es un instituto religioso de derecho pontificio y centralizado, cuyo gobierno es ejercido por una superiora general. La sede central se encuentra en Louisville (Estados Unidos).
Las ursulinas de Louisville se dedican a la educación y formación cristiana de la juventud en institutos de enseñanza normal y superior. En 2017, el instituto contaba con 73 religiosas y 21 comunidades, presentes en Alemania y Perú.